# Wittemberg
Wittemberg ou Wittenberg (en allemand : Wittenberg, /ˈvɪtənˌbɛʁk/, officiellement Lutherstadt Wittenberg) est une ville de Saxe-Anhalt en Allemagne, située au bord de l'Elbe. Elle a une population d'environ 45 000 habitants, et est le chef-lieu de l'arrondissement de Wittemberg.
Grâce à sa position centrale sur l'ancienne route de la Via Imperii depuis le Moyen-Âge, la ville est devenue un site important de l'industrie, de l'artisanat et du commerce. De 1296 jusqu'en 1547, son château a été le siège des ducs de Saxe-Wittemberg puis des électeurs de Saxe. Ainsi, l'université de Wittemberg a été créée en 1502.
Wittemberg est aussi célèbre pour ses liens étroits avec Martin Luther et les origines de la Réforme protestante : plusieurs de ses bâtiments comme l'église du château sont associés aux événements de ce temps et sont aujourd'hui inscrites au patrimoine mondial de l'UNESCO. Une partie du cloître augustin dans laquelle Luther a demeuré, d'abord en tant que moine puis comme propriétaire avec son épouse Catherine de Bore et ses six enfants, est préservée, et a été transformée en musée de Luther. Il contient de nombreuses reliques de Luther, ainsi que des portraits et d'autres peintures par Lucas Cranach l'Ancien et Lucas Cranach le Jeune (père et fils). L'Augusteum, construit entre 1564 et 1583 en raison de la présence du monastère, est maintenant un mémorial.

## Géographie
La ville est située sur la rive nord de l'Elbe moyen dans la plaine d'Allemagne du Nord, entre Dessau-Roßlau à l'ouest, les collines du Flamain au nord, et l'Elbe-Elster Land à l'est. Elle se trouve dans l'est du Land de Saxe-Anhalt, à environ 100 kilomètres au sud-ouest de Berlin et à 70 kilomètres au nord de Leipzig. Au nord, le territoire communal est limitrophe avec le Land de Brandebourg.
Le paysage morainique environnant est marqué par l'époque géologique du Pléistocène et la glaciation saalienne. Sur la surface vers le nord, en direction du Flamain, s'étendent de vastes forêts de pins, lorsque les bords de l'Elbe au sud sont en pente douce et dénués d'arbres. De larges parties du paysage fluvial sont aujourd'hui protégées comme réserve de biosphère reconnue par l'UNESCO.

## Histoire
Des fouilles réalisées sur le territoire de Wittemberg ont révélé l'existence d'habitats préhistoriques qui remontent à plus de dix mille ans. Selon un acte du 12 avril 965 (selon toute vraisemblance un faux), la région était habitée par les tribus slaves des Nizizi s'étendant le long de l'Elbe de l'affluent Mulde jusqu'à l'Elster Noire, lorsqu'elle faisait partie de la marche de l'Est saxonne.
| Appartenances historiques Duché de Saxe 1180-1296 Duché de Saxe-Wittemberg 1296-1356 Électorat de Saxe 1356-1806 Royaume de Saxe 1806-1815 Royaume de Prusse (Province de Saxe) 1815–1918 Empire allemand 1871–1918 République de Weimar 1918–1933 Reich allemand 1933–1945 Allemagne occupée 1945–1949 République démocratique allemande 1949–1990 Allemagne 1990–présent |

Un certain Thiedrich de Wittburc est mentionné en 1174 ; il s'agissait probablement d'un comte palatin au service des évêques de Brandebourg. L'aire du château de Wittemberg et l'église paroissiale apparaissent pour la première fois dans une charte de l'an 1186. Fondée au XIIe siècle, l'histoire de cette ville saxonne est étroitement liée à la montée de la maison d'Ascanie, après l’élévation du comte Bernard de Ballenstedt au rang de duc de Saxe par l'empereur Frédéric Barberousse en 1180. Le fils de Bernard, Albert Ier, duc à partir de 1212, et son épouse Hélène y firent construire un monastère franciscain. Leur fils Albert II s'installa à Wittemberg ; le 27 juin 1293, il octroya le privilège urbain à sa nouvelle résidence. Après qu'il a partagé les possessions ascaniennes avec les fils de son frère aîné Jean Ier en 1296, la ville est devenue capitale du duché de Saxe-Wittemberg. Par la Bulle d'or de 1356, l'empereur Charles IV conférait au duc Rodolphe Ier le titre de prince-électeur. À la mort de l'électeur Albert III, la lignée des ducs ascaniens s'éteignit et l'empereur Sigismond de Luxembourg attribua le duché et la dignité électorale de Saxe au margraves de Misnie issus de la maison de Wettin.
Le nouvel électeur Frédéric Ier résidant à Meissen confirme les droits des citoyens de Wittemberg ; à long terme, toutefois, l'ancienne fonction de capitale de l'électorat fut irrémédiablement perdue. Lors du partage des territoires saxons en 1485, la ville et la dignité électorale échut à la branche ernestine des Wettin. Sous le règne de l'électeur Frédéric III le Sage, la ville connaît à l'aube du XVIe siècle un important rayonnement économique, technique, artistique et surtout intellectuel grâce à son université de Wittemberg. Martin Luther y enseigne la théologie dès 1508, puis y affiche ses 95 thèses contre le commerce des indulgences en 1517 sur les portes de l'église de la Toussaint de Wittemberg (dédiées au pape Léon X). Wittemberg devient alors le principal lieu de formation de la Réforme protestante.

### Lucas Cranach
La cour de l’électeur de Saxe y attire le peintre Lucas Cranach, qui se met au service de Frédéric le Sage en 1505. Il y crée non seulement des retables et des portraits, mais aussi des œuvres décoratives pour les fêtes et les intérieurs des nombreuses demeures de ses protecteurs, tels que le cardinal Albert IV de Brandebourg, attendent de lui. Pour faire face aux nombreuses demandes, Cranach met sur pied un atelier où ses deux fils (dont Augustin Cranach) travaillent. Cranach à Wittemberg, devint un ami intime de Martin Luther.
Propriétaire d’une pharmacie et d’une imprimerie, il est élu à trois reprises bourgmestre et conserve sa charge de peintre de la cour sous les électeurs Jean-Constant et Jean-Frédéric, cour pour laquelle il peint d’innombrables nus bibliques et mythologiques à l’érotisme allusif. Il quitta Wittemberg quand Jean-Frédéric porta sa cour à Weimar en 1547.

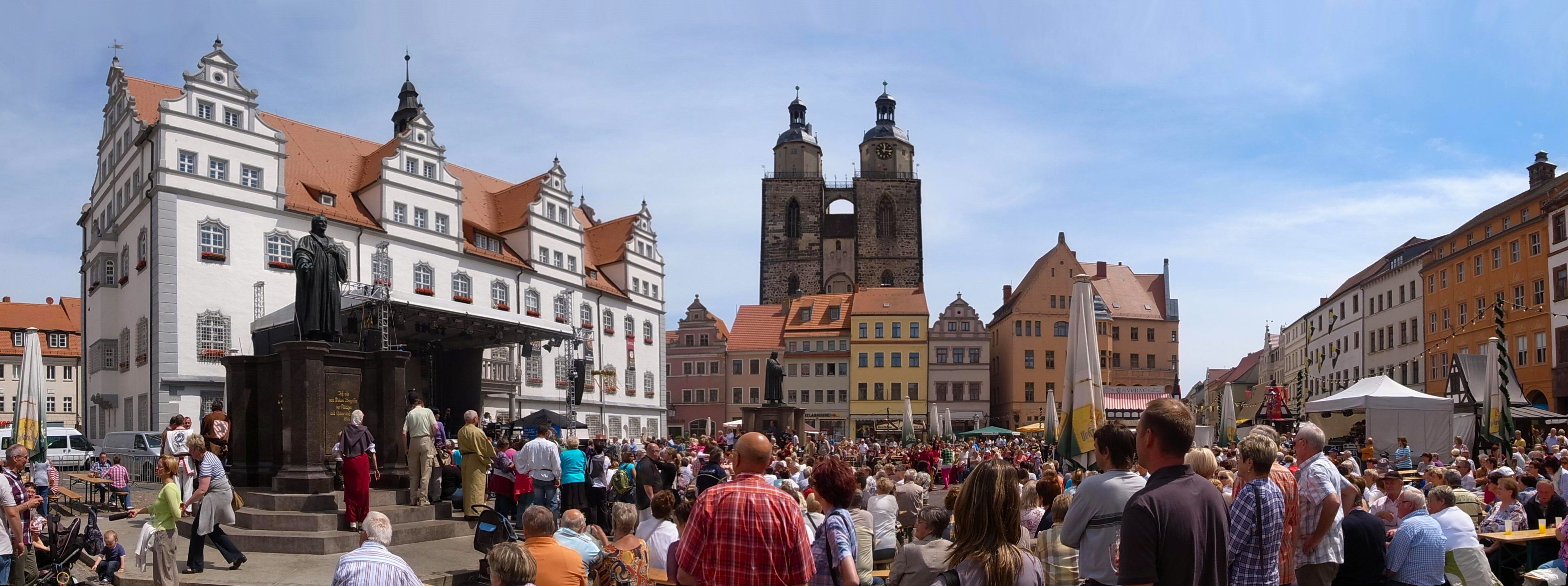
Place du marché, mairie et église Sainte-Marie
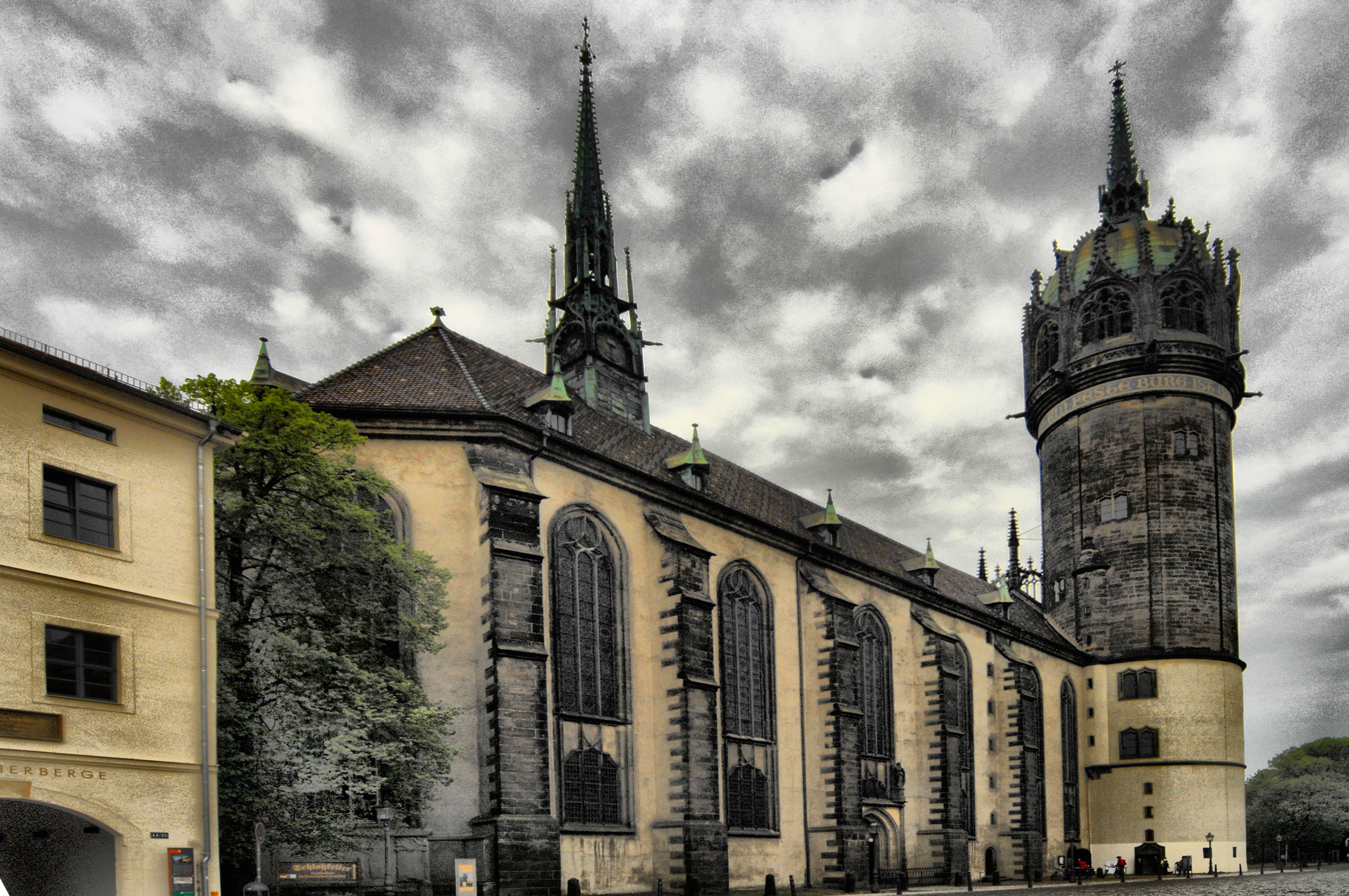
Église de la Toussaint de Wittemberg
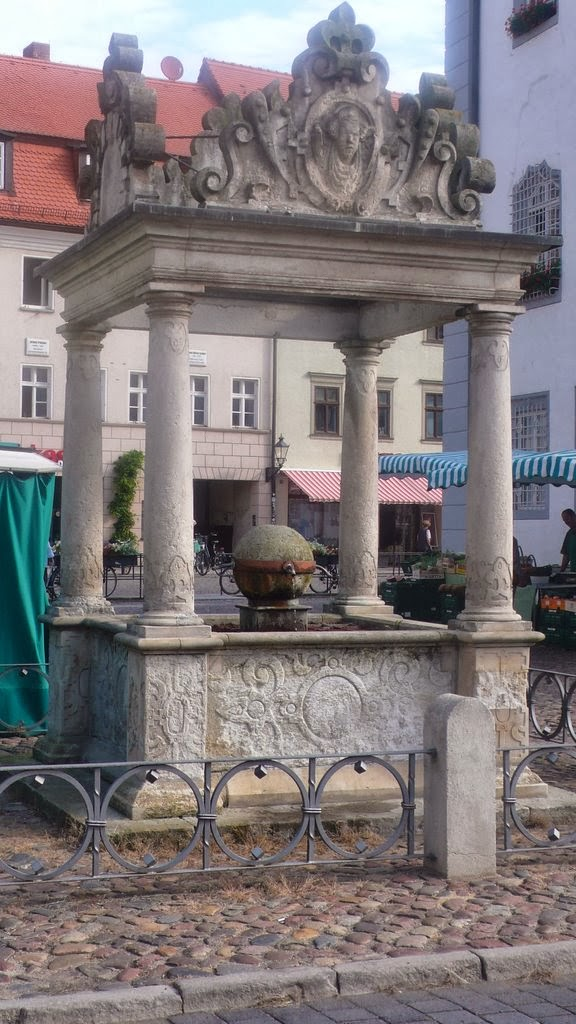
Fontaine sur la place de marché

Malgré des controverses théologiques, la concorde de Wittemberg y est signée en 1536. Il est destiné à accorder les tendances luthériennes et les vues des théologiens saxons, en particulier sur les questions de la cène.
C'est aussi à Wittemberg qu'est enseigné pour la première fois (en Allemagne) en 1797 le droit allemand.
En 1813, elle est défendue par le général français La Poype, qui ne capitule pas et quitte la maison les armes à la main.

## Tourisme
Wittemberg est aujourd'hui un centre industriel et une destination touristique prisée. La ville est connue pour son centre historique intact et ses divers sites et monuments commémoratifs dédiés à Martin Luther et Philippe Mélanchthon, inscrits sur la liste du patrimoine mondial de l'UNESCO en 1996.
En raison de l'importance de la ville dans le parcours de Luther, Wittemberg est l'objet d’une fréquentation touristique soutenue, en particulier originaire de pays protestants (Américains, Scandinave ou encore Sud-Coréens). En 2017, pour le 500e anniversaire de la naissance de la Réforme, le nombre de visiteurs est multiplié par deux.

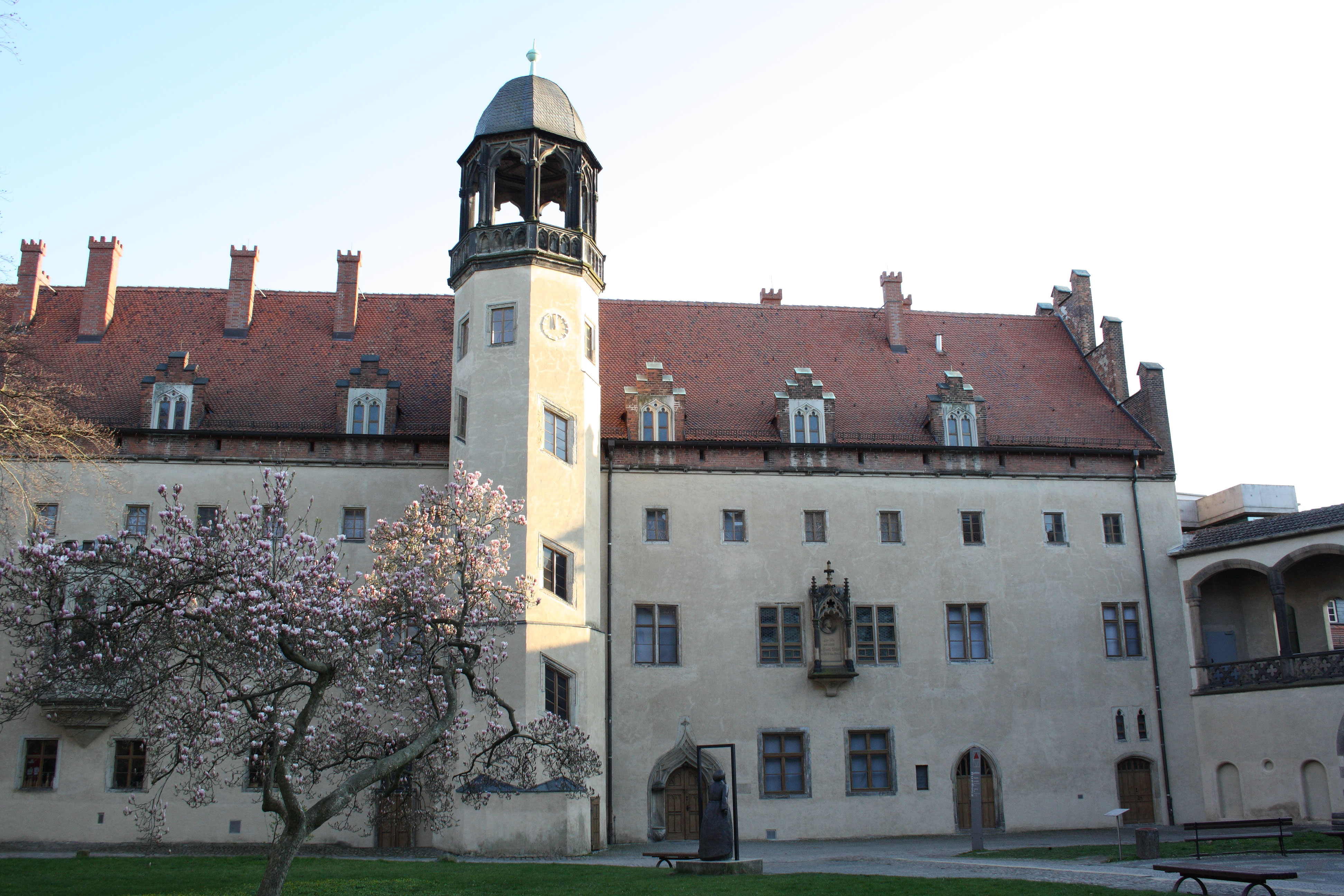
Maison de Luther (XVIe siècle)
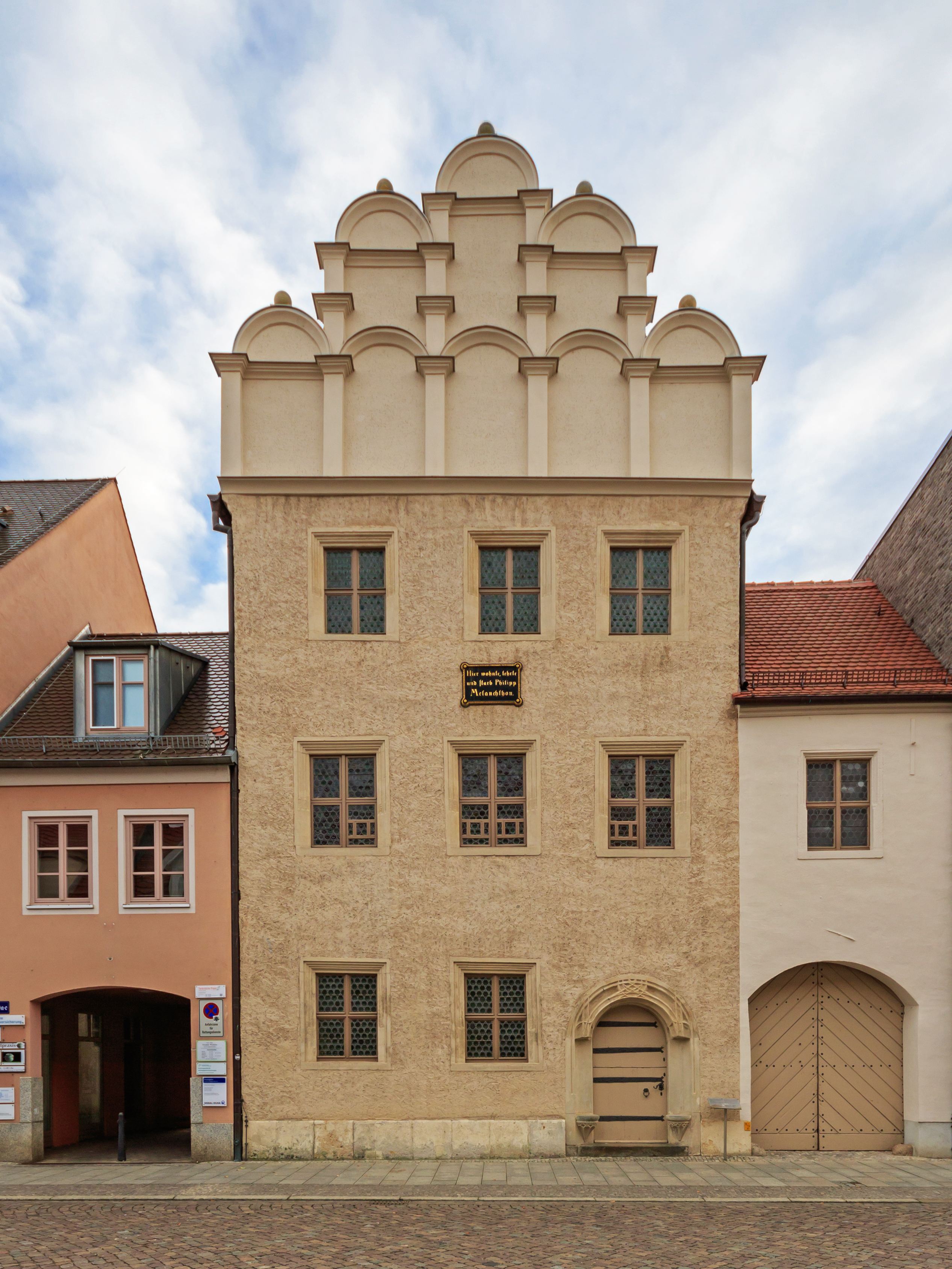
Maison de Philippe Mélanchthon
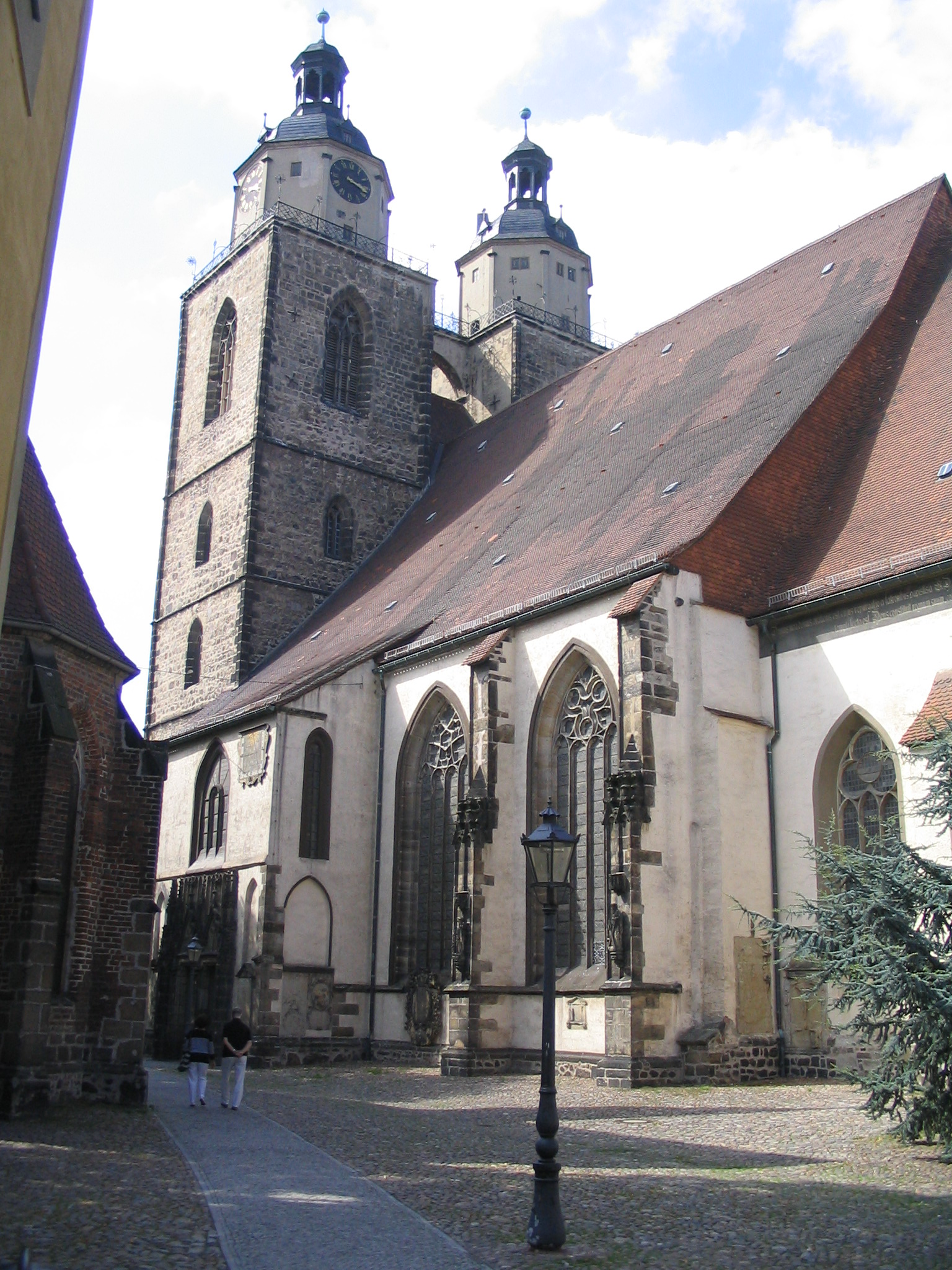
Église Sainte-Marie de Wittemberg
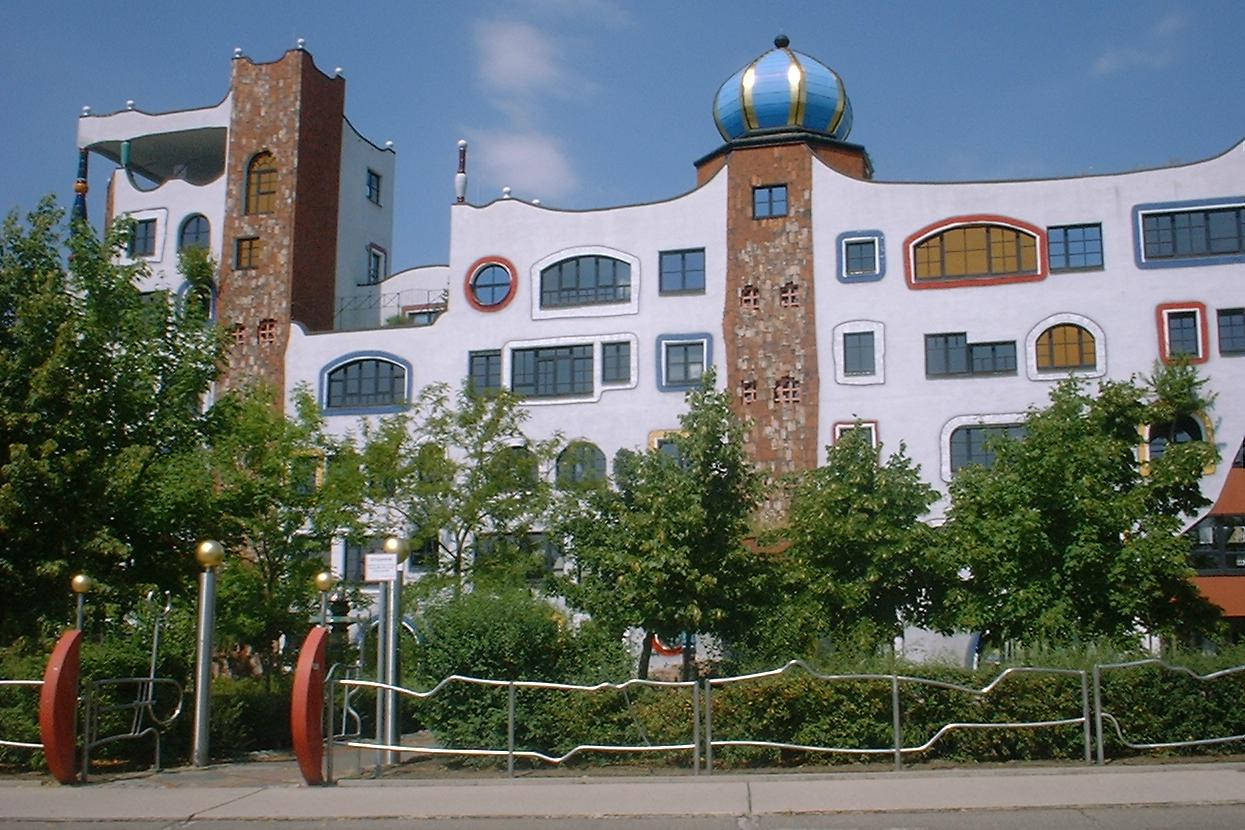
Lycée Martin-Luther de Friedensreich Hundertwasser

## Lieux et monuments
- Église de la Toussaint
- Château de Wittemberg
- Maison de Luther (XVIe siècle)
- Maison de Mélanchthon
- Université de Wittemberg et université Martin-Luther de Halle-Wittemberg
- Musée des collections municipales de l'arsenal

## Quartiers
Les quartiers de Wittemberg sont au nombre de 34 :
|                                                                           |                                                          |                                                                          |                                                                  |                                                                     |                                            |
| - Abtsdorf - Altstadt - Apollensdorf - Apollensdorf Nord - Assau - Berkau | - Boßdorf - Braunsdorf - Dobien - Euper - Grabo - Griebo | - Jahmo - Karlsfeld - Kerzendorf - Kleinwittenberg - Köpnick - Kropstädt | - Labetz - Mochau - Nudersdorf - Piesteritz - Pratau - Reinsdorf | - Schmilkendorf - Seegrehna - Straach - Teuchel - Thießen - Trajuhn | - Wachsdorf - Weddin - Wiesigk - Wüstemark |

## Jumelages
Wittemberg est jumelée avec huit villes :
- Göttingen (Allemagne) depuis 1988 ;
- Bretten (Allemagne) depuis 1990 ;
- Springfield (États-Unis) depuis 1995 ;
- Békéscsaba (Hongrie) depuis 1999 ;
- Haderslev (Danemark) depuis 2004 ;
- Beveren (Belgique) depuis 2019 ;
- Mediaș (Roumanie) depuis 2019 ;
- Mahiliow (Biélorussie) depuis 2019.

## Personnalités liées à la ville
- Les réformateurs protestants Martin Luther et Philippe Mélanchthon y ont vécu, enseigné, mené la Réforme protestante et fondé le luthéranisme.
- August Dörffurt (1767-1825), pharmacien et bourgmestre de la ville
- Daniel Sennert (1572-1637), professeur de médecine à l’université de Wittemberg.
- Albert Giese (1803-1834), linguiste y est né.
- Marie Sophie Hingst (1987 - 2019]), historienne et blogueuse allemande qui a faussement prétendu descendre de survivants de la Shoah.
- Manuela Mucke (1975-), championne olympique et du monde de kayak.
- Nils Seethaler (1981-), anthropologue culturel